# حاييم كاتس
حاييم كاتس (بالعبرية: חיים כץ، من مواليد 21 ديسمبر 1947) سياسي إسرائيلي ويعمل حاليا كعضو في الكنيست عن حزب الليكود ويشغل أيضا منصب وزير الرفاهية والخدمات الاجتماعية.